# 防風林
防風林是为了擋風而种植的人工树林。在鄰近沙漠地區的防風林有防止土地沙化的作用，因此也稱為防沙林。

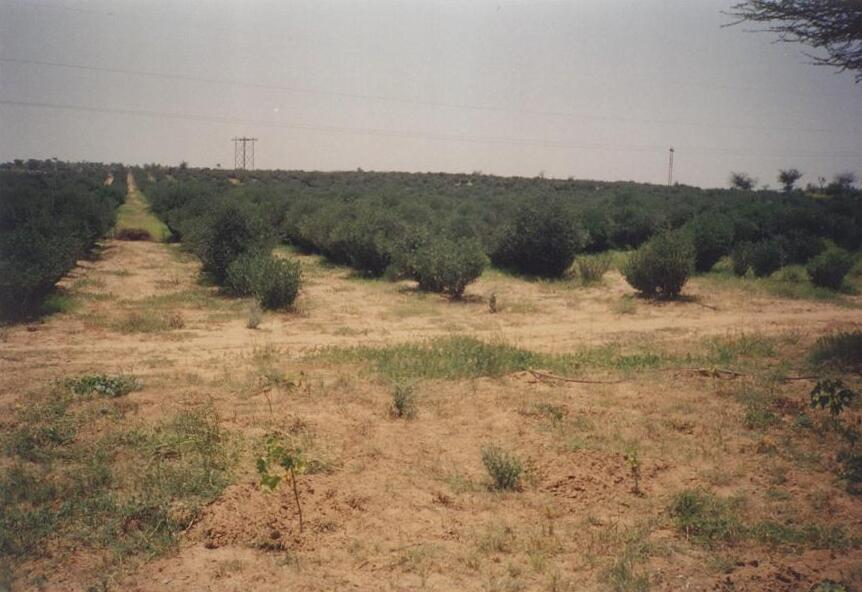
印度抗沙漠化的種植場

## 中國
- 三北防護林
- 營造大型防風基幹林是第十一届全国人民代表大会新疆代表提出的七個生態環保建議之一，目的是防止沙漠面積繼續擴大，達到抓緊泥土及防風的效果。[3]

## 俄羅斯
- 自然改造大计划

## 美國
- 北美大平原防風林（英语：Great Plains Shelterbelt）

## 其他例子
- 風水林
- 沙漠化

## 外部連結
- 中國國家林業局 官方網頁